# Chloebora crassa
Chloebora crassa är en insektsart som först beskrevs av Walker, F. 1870.  Chloebora crassa ingår i släktet Chloebora och familjen gräshoppor. Inga underarter finns listade i Catalogue of Life.